# Ghiacciaio delle Vigne
Il ghiacciaio delle Vigne è situato sul versante meridionale del Monte Rosa, in territorio valsesiano, nel comune di Alagna Valsesia.
Il bacino del ghiacciaio, che confluisce nella lingua glaciale del Ghiacciaio della Sesia, è collocato tra i contrafforti che discendono dalla cresta Signal, a nord, le rocce del Cavallo e l'imponente apparato morenico che lo separa dal Ghiacciaio sud delle Loccie, a est. Nel settore sud-ovest confina con il contiguo ghiacciaio della Sesia e le Rocce Sesia, verso nord-ovest con le pareti della Punta Gnifetti.
Il ghiacciaio delle Vigne, come molti altri ghiacciai valsesiani e più in generale dell'intero arco alpino, si trova attualmente in una fase di forte regresso.

## Campagne di rilevazione
Questo ghiacciaio, classificato con il n. 315 nel catasto dei ghiacciai italiani, è oggetto di periodiche rilevazioni della posizione e della quota del suo fronte glaciale, effettuate a cura del Comitato glaciologico Italiano.
| Campagna  | Variazione | Quota fronte |
| 1986-1987 | -7.5       | -            |
| 1987-1988 | 0          | -            |